# Aleksandr Adabașian
Aleksandr Adabașian (n. 10 august 1945, Moscova, RSFS Rusă, URSS) este un dramaturg de cinema, regizor, scenarist, pictor și actor rus.

## Biografie
Aleksandr Adabașian s-a născut și și-a petrecut adolescența la Moscova. În anul 1971 a absolvit Universitatea Stroganov⁠(en)[traduceți]. Având un gust subtil și cunoscând bine specificul mai multor genuri, se realizează și ca pictor.
Este mai ales cunoscut pentru realizările cinematografice din anii 70-80, care au revoluționat cinematografia sovietică:
Piesă neterminată pentru pianină mecanică (1977), pe motivul operelor lui A.P. Cehov, Cinci seri (1979), după o piesă de Aleksandr Volodin⁠(ru)[traduceți], Câteva zile din viața lui Oblomov (după un roman de I.A. Gonciarov), Rețeta tinereții (1983), în care s-a produs ca scenarist și actor. A fost de asemenea pictor și actor în câteva filme montate de Nikita Mihalkov. A apărut nu fără succes și pe ecranul televizorului în anii ce au urmat perestroicăi. 
Către anul 2014 a scris scenariul a  23 de filme, a pictat pentru 14 filme, a montat 2 filme, a jucat roluri în 34 de filme.
În anul 1997 a montat la teatrul Mariinski din Sankt-Petersburg opera Boris Godunov.

## Filmografie
| 1970 | A Calm Day at the End of the War          |                               |    | Da |    |
| 1974 | At Home Among Strangers                   | Brylov's messenger / nobleman |    | Da |    |
| 1975 | Sclava iubirii                            | Regizor film                  |    | Da |    |
| 1977 | Piesă neterminată pentru pianină mecanică |                               | Da | Da |    |
| 1978 | Siberiada                                 | dealer                        |    | Da |    |
| 1978 | Five Evenings                             | Timofeev                      | Da | Da |    |
| 1979 | Câteva zile din viața lui Oblomov         | episod (nem.)                 | Da | Da |    |
| 1981 | Rubedeniile                               | Sanya the waiter / glazier    |    | Da |    |
| 1981 | Câinele din Baskerville                   | Barrymore                     |    |    |    |
| 1982 | Flights in Dreams and Reality             | sculpture                     |    |    |    |
| 1983 | Fără martori                              |                               |    | Da |    |
| 1986 | Guard Me, My Talisman                     | Monsieur Dardye               |    |    |    |
| 1987 | Dark Eyes                                 | medical staff (nem.)          | Da | Da |    |
| 1990 | Mado, demand deposits                     |                               | Da |    | Da |
| 1993 | Nastya                                    | official                      | Da |    |    |
| 1994 | Come due coccodrilli                      |                               | Da |    |    |
| 2002 | Azazel                                    | episode (uncredited)          |    |    | Da |
| 2004 | Fort Boyard (Russia)                      | Fouras                        |    |    |    |
| 2005 | The Master and Margarita                  | Berlioz                       |    |    |    |
| 2007 | 12                                        | bailiff                       |    |    |    |
| 2008 | The Ghost                                 | Alexandr the editor           |    |    |    |
| 2008 | Plus One                                  | a man by the stall            |    |    |    |
| 2008 | Fathers and Sons                          |                               | Da | Da |    |
| 2010 | Soare înșelător 2                         | Igor the official             |    |    |    |
| 2013 | Ku! Kin-dza-dza                           | Abradox (voice)               | Da |    |    |
| 2013 | Sherlock Holmes                           | editor                        |    |    |    |
| 2014 | Sunstroke                                 | cameraman                     |    |    |    |
| 2016 | The Heritage of Love                      | Lev Chizh                     |    |    |    |
| 2016 | Once Upon a Time There Were We            | Danila                        | Da | Da |    |